# Championnat de France masculin de handball de deuxième division 2017-2018
Navigation
Proligue 2016-2017 Proligue 2018-2019
La Proligue 2017-2018 est la soixante-sixième édition du Championnat de France masculin de handball de deuxième division et la deuxième sous le nom de Proligue.
L'Istres Provence Handball est le champion de France 2017-2018 et est promu en compagnie du Pontault-Combault Handball, vainqueur des barrages d'accession. En bas du classement, le Billère Handball et le Grand Besançon Doubs Handball sont relégués en Nationale 1.
Cette saison est marquée par un nombre important de matchs nuls. Ainsi, lors de la saison régulière, Sélestat a partagé les points à 9 reprises sur les 26 matchs disputés et le champion Istréen a fait 6 matchs nuls. Et surtout le Pontault-Combault Handball a remporté les barrages d'accession avec 4 matchs nuls en autant de matchs.

## Formule
À la fin de la saison, le premier est promu en Lidl Starligue. 
Les équipes classées de la 2e à la 5e places jouent des barrages d'accession : en demi-finales, le 2e affronte le 5e et le 3e affronte le 4e sous forme de deux matchs aller-retour, le mieux classé recevant au retour. Le vainqueur de la finale sera promu en Starligue. En cas d'égalité parfaite à l'issue du temps réglementaire des demi-finales ou de la finale (c'est-à-dire sans que les équipes concernées ne puissent être départagées, ni par le nombre de buts marqués sur l'ensemble des deux rencontres d'une part, ni par le nombre de buts marqués à l'extérieur d'autre part), c'est le club le mieux classé à l'issue du championnat (phase régulière) qui déclaré vainqueur de l'opposition.
En bas de tableau, les équipes classées 13e et 14e à l'issue de la saison sont reléguées en Nationale 1. Les modalités d'accession pour les clubs de Nationale 1 « sont définies par les règlements fédéraux »,.

## Les clubs participants
| \| Besançon Nancy Vernon Cherbourg Istres Limoges Dijon Billère Sélestat Chartres Caen Nice Créteil Pontault-C \| Localisation des clubs engagés dans le championnat. |
| Besançon Nancy Vernon Cherbourg Istres Limoges Dijon Billère Sélestat Chartres Caen Nice Créteil Pontault-C                                                           |

| Club                               | Classement 2016-2017 | Entraîneur                    | Salle                                    | Capacité théorique |
| ---------------------------------- | -------------------- | ----------------------------- | ---------------------------------------- | ------------------ |
| Union sportive de Créteil handball | 13e (D1)             | Christophe Mazel              | Palais des sports Robert-Oubron          | 2 398              |
| Sélestat Alsace handball           | 14e (D1)             | Christophe Viennet            | CSI Sélestat                             | 2 300              |
| Pontault-Combault Handball         | 2e                   | Sébastien Quintallet          | Espace Boisramé                          | 1 300              |
| Istres Provence HB                 | 3e                   | Gilles Derot                  | Halle polyvalente                        | 2 000              |
| Chartres Métropole Handball 28     | 5e                   | Jérémy Roussel                | Halle Jean-Cochet                        | 1 200              |
| Limoges Hand 87                    | 6e                   | Nenad Stanic                  | Salle Henri-Normand                      | 1 300              |
| Dijon Métropole Handball           | 7e                   | Jackson Richardson            | Palais des sports Jean-Michel-Geoffroy   | 3 200              |
| Billère Handball                   | 8e                   | Aitor Etxaburu (es)           | Sporting d'Este Palais des sports de Pau | 1 500 6 500        |
| JS Cherbourg                       | 9e                   | Chérif Hamani                 | Complexe Sportif de Chantereyne          | 2 600              |
| Grand Nancy Métropole Handball     | 10e                  | Stéphane Plantin              | Parc des Sports de Vandœuvre Nations     | 1 950              |
| Grand Besançon DHB                 | 11e                  | Alain Portes                  | Palais des sports Ghani-Yalouz           | 4 200              |
| Caen Handball                      | 12e                  | Dragan Mihailovic Pascal Mahé | Palais des sports de Caen                | 2 950              |
| Saint-Marcel Vernon                | 1er (Nat. 1)         | Benjamin Pavoni               | Gymnase du Grévarin                      | 1 300              |
| Cavigal Nice Handball              | 2e (Nat. 1)          | Eduard Fernández Roura        | Salle Pasteur                            | 600                |

## Saison régulière

### Modalités
Le classement est défini ainsi :
1. le plus grand nombre de points (2 points pour une victoire, 1 point pour un nul, aucun point pour une défaite, le total pouvant être minoré de points de pénalité)
2. le plus grand nombre de points obtenu dans les confrontations entre les équipes à égalités
3. la plus grande différence de buts dans les confrontations entre les équipes à égalités
4. le plus grand nombre de buts marqués à l'extérieur dans les confrontations entre les équipes à égalités
5. la plus grande différence de buts dans tous les matchs de la compétition
6. le plus grand nombre de buts marqués dans tous les matchs de la compétition
7. le plus grand nombre de buts marqués à l'extérieur dans tous les matchs de la compétition

### Classement
|    | Équipe                         | Pts | J  | G  | N | P  | Bp  | Bc  | Diff |
| -- | ------------------------------ | --- | -- | -- | - | -- | --- | --- | ---- |
| 1  | Istres Provence Handball       | 40  | 26 | 17 | 6 | 3  | 701 | 638 | 63   |
| 2  | Chartres MHB 28                | 37  | 26 | 17 | 3 | 6  | 729 | 656 | 73   |
| 3  | Dijon Métropole Handball       | 32  | 26 | 14 | 4 | 8  | 709 | 677 | 32   |
| 4  | Pontault-Combault Handball     | 31  | 26 | 14 | 3 | 9  | 734 | 704 | 30   |
| 5  | Sélestat Alsace handball (R)   | 29  | 26 | 10 | 9 | 7  | 726 | 693 | 33   |
| 6  | US Créteil (R)                 | 26  | 26 | 11 | 4 | 11 | 727 | 729 | -2   |
| 7  | Saint-Marcel Vernon (P)        | 23  | 26 | 8  | 7 | 11 | 658 | 693 | -35  |
| 8  | Caen Handball                  | 23  | 26 | 11 | 1 | 14 | 670 | 671 | -1   |
| 9  | Limoges Hand 87                | 23  | 26 | 9  | 5 | 12 | 664 | 674 | -10  |
| 10 | Grand Nancy Métropole Handball | 22  | 26 | 10 | 2 | 14 | 705 | 758 | -53  |
| 11 | Cavigal Nice Handball (P)      | 22  | 26 | 9  | 4 | 13 | 714 | 747 | -33  |
| 12 | JS Cherbourg                   | 21  | 26 | 8  | 5 | 13 | 710 | 724 | -14  |
| 13 | Billère Handball               | 18  | 26 | 9  | 0 | 17 | 653 | 702 | -49  |
| 14 | Grand Besançon DHB             | 17  | 26 | 7  | 3 | 16 | 692 | 726 | -34  |

|     | Champion et promu en Starligue              |
|     | Qualification pour les barrages d'accession |
|     | Relégation en Nationale 1                   |
| (P) | Promu de Nationale 1 en 2017                |
| (R) | Relégué de Division 1 en 2017               |
| -1  | Point(s) de pénalité                        |

### Matchs
| Résultats (dom.\ext.)                                      | Besan | Billè | Caen  | Char  | Cher  | Créteil | Dijon | Istres | Limog | Nancy | Nice  | Pt-Cb | Séles | SMV   |
| Grand Besançon DHB                                         |       | 25-32 | 27-22 | 23-26 | 27-24 | 30-30   | 25-28 | 28-27  | 29-24 | 34-24 | 27-35 | 24-25 | 25-31 | 23-25 |
| Billère Handball                                           | 21-18 |       | 26-24 | 24-26 | 33-27 | 25-33   | 25-26 | 26-33  | 17-28 | 28-31 | 28-30 | 24-27 | 28-25 | 33-24 |
| Caen Handball                                              | 31-26 | 24-23 |       | 25-26 | 26-27 | 28-30   | 23-24 | 23-23  | 24-23 | 28-16 | 23-29 | 21-28 | 28-20 | 31-28 |
| Chartres MHB 28                                            | 26-25 | 25-20 | 33-26 |       | 27-27 | 25-18   | 31-27 | 23-26  | 35-25 | 41-30 | 31-24 | 31-28 | 29-24 | 31-25 |
| JS Cherbourg                                               | 42-33 | 25-26 | 27-25 | 24-31 |       | 31-20   | 25-23 | 26-27  | 29-33 | 28-26 | 29-23 | 27-28 | 30-34 | 20-23 |
| US Créteil                                                 | 34-31 | 35-23 | 28-29 | 26-27 | 30-26 |         | 27-25 | 24-28  | 35-28 | 29-31 | 35-30 | 29-27 | 28-28 | 31-26 |
| Dijon Métropole Handball                                   | 28-27 | 35-27 | 23-29 | 24-23 | 22-22 | 31-25   |       | 35-23  | 30-23 | 32-30 | 27-30 | 32-28 | 27-27 | 32-26 |
| Istres Provence Handball                                   | 29-25 | 27-19 | 22-23 | 28-28 | 25-25 | 29-27   | 23-22 |        | 26-25 | 28-19 | 34-30 | 28-28 | 25-23 | 29-21 |
| Limoges Hand 87                                            | 27-28 | 26-25 | 23-19 | 24-21 | 28-26 | 32-22   | 24-24 | 24-24  |       | 25-28 | 24-31 | 29-27 | 27-27 | 19-19 |
| Grand Nancy Métropole Handball                             | 28-28 | 24-27 | 32-29 | 29-28 | 33-29 | 27-28   | 26-25 | 18-23  | 26-25 |       | 27-27 | 31-32 | 24-22 | 24-26 |
| Cavigal Nice Handball                                      | 30-32 | 29-26 | 21-26 | 23-27 | 26-26 | 26-26   | 29-32 | 22-34  | 24-22 | 27-34 |       | 30-26 | 28-31 | 29-24 |
| Pontault-Combault Handball                                 | 24-23 | 31-21 | 24-31 | 33-29 | 30-33 | 30-27   | 25-25 | 28-28  | 24-27 | 33-29 | 32-30 |       | 27-27 | 32-20 |
| Sélestat Alsace handball                                   | 25-25 | 26-19 | 30-29 | 22-29 | 36-26 | 31-31   | 28-26 | 26-27  | 27-27 | 39-30 | 36-23 | 26-24 |       | 32-32 |
| Saint-Marcel Vernon                                        | 28-47 | 18-27 | 32-23 | 25-25 | 29-29 | 24-20   | 24-24 | 20-25  | 27-22 | 37-28 | 28-28 | 24-29 | 23-23 |       |
| - Victoire à domicile - Match nul - Victoire à l'extérieur |       |       |       |       |       |         |       |        |       |       |       |       |       |       |

## Barrages d'accession

### Tableau
|  | Demi-finales      | Demi-finales                   | Demi-finales      | Demi-finales               |    |                          | Finale            | Finale            | Finale            | Finale            |
|  |                   |                                |                   |                            |    |                          |                   |                   |                   |                   |
|  | 15 et 18 mai 2018 | 15 et 18 mai 2018              | 15 et 18 mai 2018 | 15 et 18 mai 2018          |    |                          | 22 et 25 mai 2018 | 22 et 25 mai 2018 | 22 et 25 mai 2018 | 22 et 25 mai 2018 |
|  | 5e                | Sélestat Alsace handball       | 36                | 24                         |    |                          | 22 et 25 mai 2018 | 22 et 25 mai 2018 | 22 et 25 mai 2018 | 22 et 25 mai 2018 |
|  | 5e                | Sélestat Alsace handball       | 36                | 24                         |    |                          | 22 et 25 mai 2018 | 22 et 25 mai 2018 | 22 et 25 mai 2018 | 22 et 25 mai 2018 |
|  | 2e                | Chartres Métropole Handball 28 | 28                | 29                         |    |                          | 22 et 25 mai 2018 | 22 et 25 mai 2018 | 22 et 25 mai 2018 | 22 et 25 mai 2018 |
|  | 2e                | Chartres Métropole Handball 28 | 28                | 29                         | 5e | Sélestat Alsace handball | 31                | 25                |                   |                   |
|  | 15 et 18 mai 2018 |                                |                   |                            | 5e | Sélestat Alsace handball | 31                | 25                |                   |                   |
|  |                   |                                | 4e                | Pontault-Combault Handball | 31 | 25                       |                   |                   |                   |                   |
|  | 4e                | Pontault-Combault Handball     | 4e                | Pontault-Combault Handball | 31 | 25                       | 25                | 26                |                   |                   |
|  | 4e                | Pontault-Combault Handball     |                   |                            |    |                          |                   | 26                |                   |                   |
|  | 3e                | Dijon Métropole Handball       | 25                | 26                         |    |                          |                   |                   |                   |                   |
|  | 3e                | Dijon Métropole Handball       | 25                | 26                         |    |                          |                   |                   |                   |                   |

### Demi-finales
| 15 mai 2018 20h00 | [5e] Sélestat Alsace handball | 36 – 28   | [2e] Chartres Métropole Handball 28 | Centre sportif intercommunal, Sélestat Affluence : 2 300 Arbitrage : Saïd Bounouara et Khalid Sami |
| 15 mai 2018 20h00 | Rudy Séri 9                   | (18 – 14) | Robin Molinié 9                     | Centre sportif intercommunal, Sélestat Affluence : 2 300 Arbitrage : Saïd Bounouara et Khalid Sami |
| 15 mai 2018 20h00 | ×3 ×4                         | Rapport   | ×2 ×5 ×1                            | Centre sportif intercommunal, Sélestat Affluence : 2 300 Arbitrage : Saïd Bounouara et Khalid Sami |

| 18 mai 2018 20h00 | [2e] Chartres Métropole Handball 28 | 29 – 24   | [5e] Sélestat Alsace handball | Halle Jean-Cochet, Chartres Affluence : 1 200 Arbitrage : Karim Gasmi & Raouf Gasmi |
| 18 mai 2018 20h00 | Fábio Magalhães 9                   | (13 – 10) | Kosta Savić 6                 | Halle Jean-Cochet, Chartres Affluence : 1 200 Arbitrage : Karim Gasmi & Raouf Gasmi |
| 18 mai 2018 20h00 | ×3 ×6                               | Rapport   | ×3 ×4                         | Halle Jean-Cochet, Chartres Affluence : 1 200 Arbitrage : Karim Gasmi & Raouf Gasmi |

Sélestat est qualifié sur un score total de 60 à 57.
Malgré son revers concédé à Chartres (29-24), Sélestat a décroché sa place en finale des playoffs, à la faveur de son large succès du match aller (36-28).
En début de match, les défenses prennent le pas sur les attaques (4-4, 12e) avant que les Chartrains ne parviennent peu à peu à s'échapper (9-6, 22e) pour conserver ces trois longueurs d'avance jusqu'à la pause (13-10, 30e). Au retour des vestiaires, Chartres, emmené par un très bon Fábio Magalhães (9 buts), enflamment enfin le match (24-17, 47e) et n'accusent donc plus qu'un déficit de un but. Pourtant, les coéquipiers de Nebojša Grahovac ne parviennent pas à tenir cette avance (25-20, 53e). Finalement, et malgré une balle de +8 en fin de match (29-22, 59e), les Chartrains laissent les Alsaciens d'un très bon Kosta Savić (6 buts) filer en finale.
| 15 mai 2018 20h45 | [4e] Pontault-Combault Handball | 25 – 25   | [3e] Dijon Métropole Handball | Espace Boisramé, Pontault-Combault Affluence : 1 300 Arbitrage : Jean-Patrick Anicet, Frédéric Ferrandier |
| 15 mai 2018 20h45 | Nikola Jukic 5                  | (11 – 13) | Pierrick Naudin 6             | Espace Boisramé, Pontault-Combault Affluence : 1 300 Arbitrage : Jean-Patrick Anicet, Frédéric Ferrandier |
| 15 mai 2018 20h45 | ×3 ×2                           | Rapport   | ×3 ×5                         | Espace Boisramé, Pontault-Combault Affluence : 1 300 Arbitrage : Jean-Patrick Anicet, Frédéric Ferrandier |

| 18 mai 2018 18h30 | [3e] Dijon Métropole Handball | 26 – 26   | [4e] Pontault-Combault Handball | Palais des sports Jean-Michel-Geoffroy, Dijon Affluence : 3 200 Arbitrage : Olivier Buy, Sébastien Duclos |
| 18 mai 2018 18h30 | Pierrick Naudin 6             | (14 – 10) | Aurélien Tchitombi 9            | Palais des sports Jean-Michel-Geoffroy, Dijon Affluence : 3 200 Arbitrage : Olivier Buy, Sébastien Duclos |
| 18 mai 2018 18h30 | ×3 ×6                         | Rapport   | ×2 ×7 ×1                        | Palais des sports Jean-Michel-Geoffroy, Dijon Affluence : 3 200 Arbitrage : Olivier Buy, Sébastien Duclos |

Pontault-Combault s'est qualifié pour la finale des Playoffs à la faveur des buts inscrits à l'extérieur à la suite du match nul décroché à Dijon (26-26), trois jours après le 25-25 de l'aller.
Après un premier quart d'heure serré (5-5, 15e) intervient le premier tournant du match avec la blessure du gardien de but de Pontault Robin Cantegrel, tandis que son homologue tunisien de Dijon, Wissem Helal, se montre décisif avec, au total, 11 arrêts dont 4 sur 5 penaltys. Il permet ainsi au DMH de faire le trou avec une avance de quatre buts à la pause (14-10, 30e). Grâce notamment à un très bon Jan Sobol (5 buts), Dijon maintient dans un premier temps l'écart (18-14, 42e), avant de voir les Pontellois, emmenés par un Aurélien Tchitombi (8 buts), revenir à hauteur (22-22, 52e). A l'expérience, et porté par les 7 réalisations de Pierrick Naudin, Dijon reprend un temps les commandes (25-23, 57e), avant de craquer dans le money-time, avec un ultime but inscrit au buzzer par Steve Marie-Joseph, à la suite d'un refus de jeu dijonnais. 

### Finale
| 22 mai 2018 20h00 | [5e] Sélestat Alsace handball | 31 – 31   | [4e] Pontault-Combault Handball | Centre sportif intercommunal, Sélestat Arbitrage : Clément Bader et Loïc Weber |
| 22 mai 2018 20h00 | A. Anquetil, Seri 6           | (14 – 17) | Steve Marie-Joseph 8            | Centre sportif intercommunal, Sélestat Arbitrage : Clément Bader et Loïc Weber |
| 22 mai 2018 20h00 | ×3                            | Rapport   | ×3                              | Centre sportif intercommunal, Sélestat Arbitrage : Clément Bader et Loïc Weber |

Devant un public chauffé à blanc, les Alsaciens prennent rapidement les commandes (6-2, 12e). Pas de quoi décourager une équipe pontelloise qui inflige un 4-0 à son adversaire pour prendre les commandes (9-10, 21e) et même prendre 5 longueurs d’avance (11-16) avant de lâcher du lest avant la pause (14-17, mi-temps). Au retour des vestiaires, les Franciliens conservent leur rythme d’enfer, pour climatiser le CSI (16-22, 39e). Dos au mur et condamné à réagir, le SAHB retrouve enfin des couleurs (24-24, 47e). De quoi offrir une fin de rencontre pleine de suspense (30-30, 59e), avec un dernier but signé Nikola Jukic à 5 secondes du buzzer, suivi d’une faute intentionnelle sur le coup d’envoi, et un ultime penalty transformé par Thomas Cauwenberghs au buzzer.
| 25 mai 2018 20h45 | [4e] Pontault-Combault Handball | 25 – 25   | [5e] Sélestat Alsace handball | Espace Boisramé, Pontault-Combault Arbitrage : Mourad Bounouara, Richard Thobie |
| 25 mai 2018 20h45 | T. Cauwenberghs,De Beule 6      | (12 – 11) | Steve Marie-Joseph 6          | Espace Boisramé, Pontault-Combault Arbitrage : Mourad Bounouara, Richard Thobie |
| 25 mai 2018 20h45 | ×3 ×5                           | Rapport   | ×3 ×6                         | Espace Boisramé, Pontault-Combault Arbitrage : Mourad Bounouara, Richard Thobie |

Dix ans après sa dernière apparition au plus haut niveau du handball français, Pontault-Combault retrouve la Lidl Starligue ! Le club francilien a en effet obtenu son ticket après son quatrième match nul en finale retour des playoffs face à Sélestat (25-25). Ce sont les Sélestadiens qui prennent le meilleur départ (2-4, 8e), sans réussir à tenir cet avantage (7-7, 15e), laissant même les Pontellois prendre les commandes (10-8, 21e). A la pause, ce sont donc les coéquipiers de Grigorios Ioannou (4 buts finalement) qui mènent les débats (12-11, mi-temps). Pas de quoi décontenancer des Alsaciens bien décidés à prendre la rencontre en main (17-18, 41e), en profitant notamment de la réussite de son duo belge De Beule-Cauwenbergs (6 buts chacun). La main posée sur la rencontre (22-25, 55e), le SAHB craque finalement dans les cinq dernières minutes, à la suite d'une ultime réalisation signée par le héros de ces playoffs, Steve Marie-Joseph (6 buts), à 20 secondes du terme.

## Statistiques et récompenses

### Meilleurs handballeurs de la saison
La liste des nommés pour les Trophées LNH 2018 a été dévoilé le 16 mai. L'équipe-type a été révélée le 24 mai tandis que le choix du meilleur joueur, du meilleur espoir et de l'entraîneur de l'année est annoncé le 1er juin :
- Meilleur joueur : Youenn Cardinal (JS Cherbourg)
- Meilleur entraîneur : Gilles Derot (Istres Provence Handball)
- Meilleur espoir : Arthur Anquetil (Sélestat Alsace handball)
- Meilleur défenseur : Vaidotas Grosas (Istres Provence Handball)
- Meilleur gardien de but : Robin Capelle (Istres Provence Handball)
- Meilleur ailier gauche : Arthur Anquetil (Sélestat Alsace handball)
- Meilleur arrière gauche : Nicolas Boschi (Istres Provence Handball)
- Meilleur demi-centre : Guillaume Crépain (Istres Provence Handball)
- Meilleur pivot : Branko Kankaraš (Istres Provence Handball)
- Meilleur arrière droit : Javier Borragan (Grand Nancy Métropole Handball)
- Meilleur ailier droit : Youenn Cardinal (JS Cherbourg)

### Meilleurs buteurs
À l'issue de la compétition, les meilleurs buteurs sont :
| #  | Joueur          | Club                           | Buts / Tirs | % Tir   | MJ | BPM  | Ch.       | 7m      |
| -- | --------------- | ------------------------------ | ----------- | ------- | -- | ---- | --------- | ------- |
| 1  | Pierrick Naudin | Dijon Métropole Handball       | 171 / 284   | 60,21 % | 28 | 6,11 | 117 / 220 | 54 / 64 |
| 2  | Youenn Cardinal | JS Cherbourg                   | 163 / 236   | 69,07 % | 26 | 6,27 | 105 / 161 | 58 / 75 |
| 3  | Yanis Mancelle  | Caen Handball                  | 157 / 215   | 73,02 % | 26 | 6,04 | 94 / 138  | 62 / 77 |
| 4  | Luka Brkljacic  | Grand Nancy Métropole Handball | 157 / 260   | 60,38 % | 24 | 6,54 | 94 / 182  | 63 / 78 |
| 5  | Fábio Magalhães | Chartres MHB 28                | 152 / 241   | 63,07 % | 27 | 5,63 | 152 / 241 | 0 / 0   |
| 6  | Javier Borragan | US Créteil                     | 149 / 257   | 57,98 % | 26 | 5,73 | 116 / 213 | 33 / 44 |
| 7  | Arthur Anquetil | Sélestat Alsace handball       | 148 / 212   | 69,81 % | 30 | 4,93 | 144 / 207 | 4 / 5   |
| 8  | Ognjen Jokic    | Billère Handball               | 146 / 257   | 56,81 % | 23 | 6,35 | 119 / 224 | 27 / 33 |
| 9  | Robin Molinié   | Chartres MHB 28                | 131 / 217   | 60,37 % | 26 | 5,04 | 97 / 172  | 34 / 45 |
| 10 | Nathy Camara    | Cavigal Nice Handball          | 129 / 199   | 64,82 % | 26 | 4,96 | 107 / 173 | 22 / 26 |

## Bilan de la saison
| Description                        | Club                        | Commentaire                        |
| Accession en Starligue             |                             |                                    |
| Champion de France                 | Istres Provence Handball    | Après 3 saison en D2               |
| Vainqueur des barrages d'accession | Pontault-Combault Handball  | Après 10 saisons en D2             |
| Relégations en Nationale 1         |                             |                                    |
| Avant-dernier                      | Billère Handball            | Après 5 saisons en D2              |
| Dernier                            | Grand Besançon DHB          | Après 8 saison en D2               |
| Relégations depuis la Starligue    |                             |                                    |
| Avant-dernier                      | Saran Loiret HB             | Après 2 saisons en D1              |
| Dernier                            | Massy Essonne Handball      | Après 1 saison en D1               |
| Promotions depuis la Nationale 1   |                             |                                    |
| 1er de la poule d'accession        | Grenoble SMH GUC            | Retour en D2 après 23 saisons      |
| 4e de la poule d'accession         | Strasbourg Schiltigheim AHB | Retour en D2 après 3 saisons en N1 |